# Slag bij Grand Gulf
De Slag bij Grand Gulf vond plaats op 29 april 1863 tijdens de Amerikaanse Burgeroorlog. Vice-admiraal David D. Porter leidde een aanval van zeven kanonneerboten op een Zuidelijke batterij bij Grand Gulf. Hoewel de Zuidelijken het bombardement weerstonden en voorkwamen dat de Noordelijken troepen aan land zetten, was dit slechts een kleine tegenslag voor generaal-majoor Ulysses S. Grant in zijn veldtocht tegen Vicksburg.

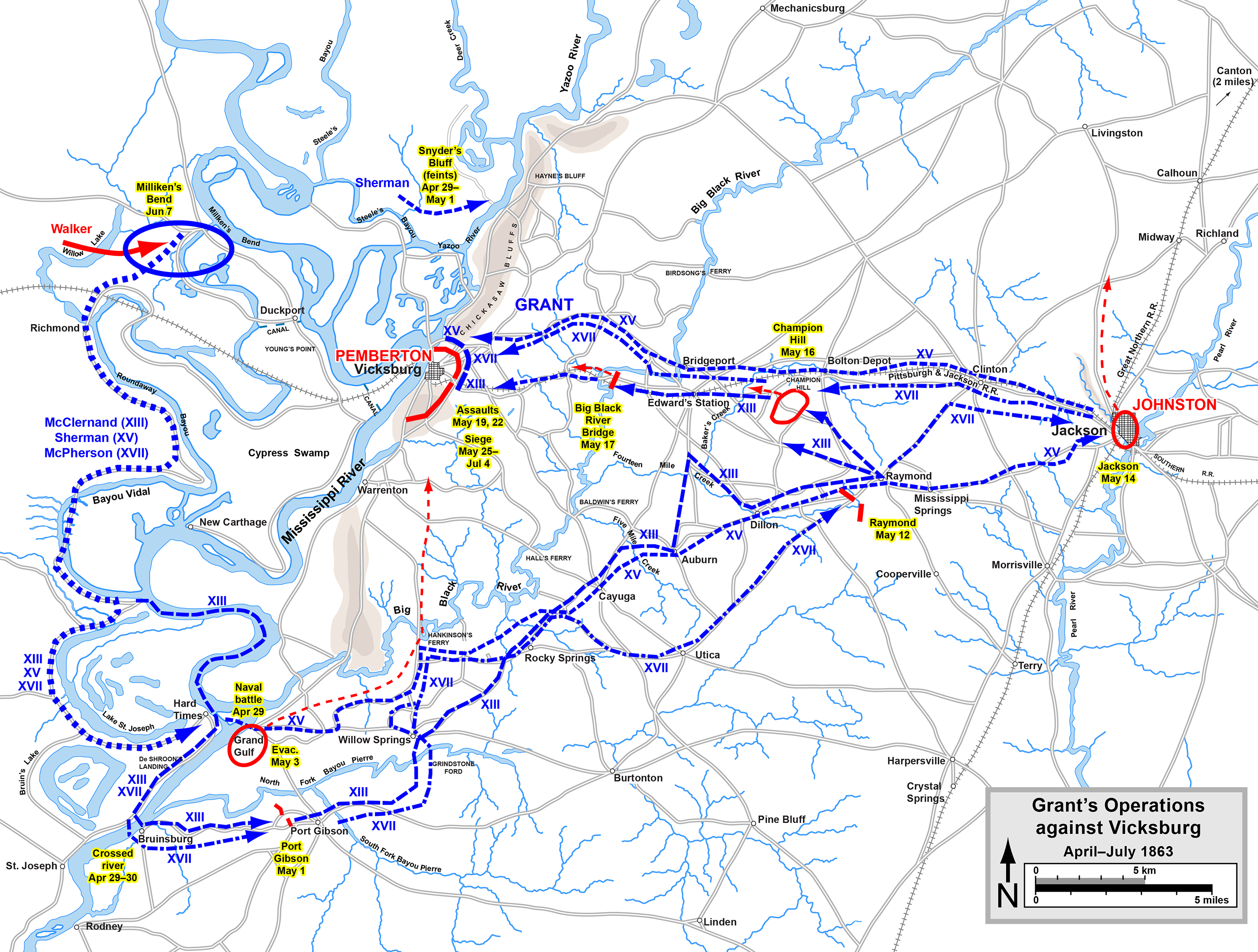
Grants operaties tegen Vicksburg.

## De slag
Vice-admiraal David D. Porter viel met zeven kanonneerboten de versterkingen en batterijen aan bij Grand Gulf, Mississippi. Na het vernietigen van de kanonnen zou hij troepen aan land zetten van generaal-majoor John A. McClernands XIII Corps om het gebied te verzekeren voor de Noordelijken. De aanval begon rond 08.00u en eindigde rond 13.30u. Tijdens het bombardement stoomden de kanonneerboten tot op 100 m van de batterijen op. Ze slaagden erin om de laagst gelegen kanonnen bij Fort Wade te vernietigen. De hoger gelegen batterij van Fort Cobun lag buiten hun bereik en bleef op de kanonneerboten vuren. Toen verschillende kanonneerboten geraakt werden, trokken de transportschepen zich terug. Na het invallen van de duisternis vielen de Noordelijke schepen opnieuw aan, terwijl de transportschepen langs de batterijen voeren. Grant liet ondertussen zijn leger oprukken via Coffee Point. De transportschepen pikten de soldaten op bij Disharoon’s plantage en ontscheepten ze bij Bruinsburg. Daarna trok de infanterie op naar Port Gibson, Mississippi. De Zuidelijken hadden de slag gewonnen, maar dit had vrijwel geen invloed op de verder operaties van Grant in dit gebied.

## Bron
- National Park Service - Grand Gulf